# Gaymühle
Gaymühle ist ein Weiler der Ortsgemeinden Bauler, Berscheid und Rodershausen im Eifelkreis Bitburg-Prüm in Rheinland-Pfalz.

## Geographische Lage
Gaymühle liegt fast vollständig auf der Gemarkung von Rodershausen. Zu Bauler gehört lediglich der Teil eines Gebäudes am südlichen Ende der Siedlung. Zu Berscheid gehören drei Gebäude des südlichen Teils sowie zwei Gebäude des nördlichen Teils. Geographisch liegt Gaymühle nördlich von Bauler (Entfernung: 4 km), westlich von Berscheid (Entfernung: 5 km) und östlich von Rodershausen (Entfernung: 2,5 km). Alle Häuser des Weilers wurden unmittelbar entlang des Gaybaches errichtet.

## Geschichte
Zur genauen Entstehungsgeschichte des Weilers liegen keine Angaben vor. Bekannt ist, dass der zu Rodershausen gehörende Wohnplatz Grünhof zusammen mit einer am Gaybach betriebenen Mühle im Weiler Gaymühle schon in einer Karte aus dem frühen 19. Jahrhundert verzeichnet waren. Die Lage des Weilers lässt auf eine frühe Nutzung der Wasserkraft schließen.
Im Jahre 1893 gehörte die Unterste Gaymühle zusammen mit dem Hauptort Berscheid zur Bürgermeisterei Koxhausen. In diesem Teil der Siedlung lebten damals 57 Menschen.

## Naherholung
Durch Gaymühle verläuft ein Wanderweg mit dem Themenschwerpunkt Täler der Südeifel. Es handelt sich um eine rund 24 km lange Rundwanderung. Startpunkt der Strecke ist Koxhausen. Highlights am Weg sind mehrere Täler und Aussichtspunkte. Der Wanderweg verläuft durch die Orte Geichlingen, Bauler, Waldhof-Falkenstein, Gaymühle und Berscheid.

## Wirtschaft und Infrastruktur

### Unternehmen
Im Weiler Gaymühle wird ein Sägewerk betrieben.

### Verkehr
Gaymühle ist durch die Kreisstraße 50 von Rodershausen nach Herbstmühle erschlossen.